# Tournoi de Toulon 2014
 (avril 2025).
Navigation
Édition précédente Édition suivante
Le tournoi de Toulon 2014 est la quarante-deuxième édition du tournoi de Toulon qui a lieu à Toulon et dans le reste du sud-est de la France, du 21 mai 2014 au 1er juin 2014.

## Préparation de l'évènement

### Villes et stades retenus
| Ville         | Stade                          | Capacité     | Matches |
| Aubagne       | Stade de Lattre-de-Tassigny    | 1 000        | 4       |
| Avignon       | Parc des Sports                | 17 518       | 2       |
| Hyères        | Stade Perruc                   | 1 410        | 4       |
| Saint-Raphaël | Stade Louis Hon                | 3 000        | 4       |
| Toulon        | Stade Léo-Lagrange Stade Mayol | 2 800 15 400 | 8 0     |

## Acteurs du tournoi

### Équipes qualifiées
Dix équipes participent à la compétition. La France est qualifiée d'office en tant que pays organisateur. L'équipe championne l'an dernier est qualifiée d'office pour la phase finale.
Les dix sélections présentes au tournoi de Toulon 2014 sont les suivantes :
| - Angleterre - France (pays-hôte) - Brésil (tenant du titre) - Chili - Chine | - Colombie - Corée du Sud - Mexique - Portugal - Qatar |

## Déroulement de la phase finale

### Premier tour

#### Groupe A
| Rang | Équipe   | Pts | J | G | N | P | Bp | Bc | Diff |
| ---- | -------- | --- | - | - | - | - | -- | -- | ---- |
| 1    | France   | 10  | 4 | 3 | 1 | 0 | 8  | 2  | +6   |
| 2    | Portugal | 9   | 4 | 3 | 0 | 1 | 10 | 4  | +6   |
| 3    | Mexique  | 4   | 4 | 1 | 1 | 2 | 3  | 6  | -3   |
| 4    | Chine    | 2   | 4 | 0 | 2 | 2 | 5  | 9  | -4   |
| 5    | Chili    | 2   | 4 | 0 | 2 | 2 | 6  | 11 | -5   |

     Équipe qualifiée pour la finale
      Équipe qualifiée pour le match pour la troisième place
| 21 mai 2014 | Mexique | 0 – 2 | Portugal                 | Stade Léo-Lagrange, Toulon                    |                                               |
| 17:15 CEST  |         |       | 27e Teixeira · 73e Costa | Arbitrage : Francisco do Nascimiento (Brésil) | Arbitrage : Francisco do Nascimiento (Brésil) |
| 17:15 CEST  | Rapport |       |                          | Arbitrage : Francisco do Nascimiento (Brésil) | Arbitrage : Francisco do Nascimiento (Brésil) |

| 21 mai 2013 | France                              | 3 – 0 | Chili | Stade Léo-Lagrange, Toulon           |                                      |
| 19:30 CEST  | Bahebeck 44e 71e (pen.) · Sacko 58e |       |       | Arbitrage : Ahmad Ibrahim (Jordanie) | Arbitrage : Ahmad Ibrahim (Jordanie) |
| 19:30 CEST  | Rapport                             |       |       | Arbitrage : Ahmad Ibrahim (Jordanie) | Arbitrage : Ahmad Ibrahim (Jordanie) |

| 23 mai 2014 | Portugal                                        | 3 – 1 | Chili        | Stade Perruc, Hyères                  |                                       |
| 17:15 CEST  | L. Silva 30e (pen.) · Costa 65e · Fernandes 68e |       | 69e Castillo | Arbitrage : Georgi Kabakov (Bulgarie) | Arbitrage : Georgi Kabakov (Bulgarie) |
| 17:15 CEST  | Rapport                                         |       |              | Arbitrage : Georgi Kabakov (Bulgarie) | Arbitrage : Georgi Kabakov (Bulgarie) |

| 23 mai 2014 | France     | 1 – 1 | Chine           | Stade Perruc, Hyères               |                                    |
| 19:30 CEST  | Haller 52e |       | 67e Wang Xinhui | Arbitrage : Juan Ponton (Colombie) | Arbitrage : Juan Ponton (Colombie) |
| 19:30 CEST  | Rapport    |       |                 | Arbitrage : Juan Ponton (Colombie) | Arbitrage : Juan Ponton (Colombie) |

| 25 mai 2014 | Chine                                             | 3 – 3 | Chili                          | Stade Louis Hon, Saint-Raphaël     |                                    |
| 15:45 CEST  | Guo Yi 42e · Yang Chaosheng 58e · Xie Pengfei 78e |       | 17e 31e Martínez · 49e Delgado | Arbitrage : Juan Ponton (Colombie) | Arbitrage : Juan Ponton (Colombie) |
| 15:45 CEST  | Rapport                                           |       |                                | Arbitrage : Juan Ponton (Colombie) | Arbitrage : Juan Ponton (Colombie) |

| 25 mai 2014 | France                 | 2 – 0 | Mexique | Stade Louis Hon, Saint-Raphaël                |                                               |
| 18:00 CEST  | Ikoko 7e · Hunou 80+1e |       |         | Arbitrage : Francisco do Nascimiento (Brésil) | Arbitrage : Francisco do Nascimiento (Brésil) |
| 18:00 CEST  | Rapport                |       |         | Arbitrage : Francisco do Nascimiento (Brésil) | Arbitrage : Francisco do Nascimiento (Brésil) |

| 27 mai 2014 | Chili                | 2 – 2 | Mexique                 | Stade de Lattre-de-Tassigny, Aubagne  |                                       |
| 17:15 CEST  | Bravo 1re 47e (pen.) |       | 22e Marín · 62e Treviño | Arbitrage : Georgi Kabakov (Bulgarie) | Arbitrage : Georgi Kabakov (Bulgarie) |
| 17:15 CEST  | Rapport              |       |                         | Arbitrage : Georgi Kabakov (Bulgarie) | Arbitrage : Georgi Kabakov (Bulgarie) |

| 27 mai 2014 | Chine         | 1 – 4 | Portugal                                             | Stade de Lattre-de-Tassigny, Aubagne |                                    |
| 19:30 CEST  | Li Yuanyi 26e |       | 13e 39e (pen.) Horta · 35e (pen.) Semedo · 65e Costa | Arbitrage : Juan Ponton (Colombie)   | Arbitrage : Juan Ponton (Colombie) |
| 19:30 CEST  | Rapport       |       |                                                      | Arbitrage : Juan Ponton (Colombie)   | Arbitrage : Juan Ponton (Colombie) |

| 29 mai 2014 | Chine   | 0 - 1 | Mexique       | Stade Léo-Lagrange, Toulon                |                                           |
| 17:30 CEST  |         |       | 58e Hernández | Arbitrage : Jérôme Efong Nzolo (Belgique) | Arbitrage : Jérôme Efong Nzolo (Belgique) |
| 17:30 CEST  | Rapport |       |               | Arbitrage : Jérôme Efong Nzolo (Belgique) | Arbitrage : Jérôme Efong Nzolo (Belgique) |

| 29 mai 2014 | France                      | 2 - 1 | Portugal | Stade Léo-Lagrange, Toulon            |                                       |
| 19:30 CEST  | Sarr 35e · Sacko 60e (pen.) |       | 68e Vezo | Arbitrage : Georgi Kabakov (Bulgarie) | Arbitrage : Georgi Kabakov (Bulgarie) |
| 19:30 CEST  | Rapport                     |       |          | Arbitrage : Georgi Kabakov (Bulgarie) | Arbitrage : Georgi Kabakov (Bulgarie) |

#### Groupe B
| Rang | Équipe       | Pts | J | G | N | P | Bp | Bc | Diff |
| ---- | ------------ | --- | - | - | - | - | -- | -- | ---- |
| 1    | Brésil       | 12  | 4 | 4 | 0 | 0 | 13 | 2  | +11  |
| 2    | Angleterre   | 5   | 4 | 1 | 2 | 1 | 6  | 4  | +2   |
| 3    | Corée du Sud | 5   | 4 | 1 | 2 | 1 | 3  | 4  | -1   |
| 4    | Colombie     | 2   | 4 | 0 | 2 | 2 | 2  | 4  | -2   |
| 5    | Qatar        | 2   | 4 | 0 | 2 | 2 | 2  | 12 | -10  |

     Équipe qualifiée pour la finale
      Équipe qualifiée pour le match pour la troisième place
| 22 mai 2014 | Brésil                   | 2 – 0 | Corée du Sud | Stade Léo-Lagrange, Toulon                |                                           |
| 17:15 CEST  | Thalles 27e · Luan 80+1e |       |              | Arbitrage : Jérôme Efong Nzolo (Belgique) | Arbitrage : Jérôme Efong Nzolo (Belgique) |
| 17:15 CEST  | Rapport                  |       |              | Arbitrage : Jérôme Efong Nzolo (Belgique) | Arbitrage : Jérôme Efong Nzolo (Belgique) |

| 22 mai 2014 | Angleterre                                     | 3 – 0 | Qatar | Stade Léo-Lagrange, Toulon                  |                                             |
| 19:30 CEST  | Obita 30e · Forster-Caskey 54e · Cousins 80+3e |       |       | Arbitrage : José Alfredo Peñaloza (Mexique) | Arbitrage : José Alfredo Peñaloza (Mexique) |
| 19:30 CEST  | Rapport                                        |       |       | Arbitrage : José Alfredo Peñaloza (Mexique) | Arbitrage : José Alfredo Peñaloza (Mexique) |

| 24 mai 2014 | Corée du Sud    | 1 – 1 | Qatar                | Stade Perruc, Hyères               |                                    |
| 15:45 CEST  | Shin Il-soo 19e |       | 61e (pen.) Doozandeh | Arbitrage : Eduardo Gamboa (Chili) | Arbitrage : Eduardo Gamboa (Chili) |
| 15:45 CEST  | Rapport         |       |                      | Arbitrage : Eduardo Gamboa (Chili) | Arbitrage : Eduardo Gamboa (Chili) |

| 24 mai 2014 | Brésil                                  | 2 – 1 | Colombie      | Stade Perruc, Hyères                      |                                           |
| 18:00 CEST  | Ademilson 40e (pen.) · Rodrigo Caio 58e |       | 63e Rodríguez | Arbitrage : João Carlos Capela (Portugal) | Arbitrage : João Carlos Capela (Portugal) |
| 18:00 CEST  | Rapport                                 |       |               | Arbitrage : João Carlos Capela (Portugal) | Arbitrage : João Carlos Capela (Portugal) |

| 26 mai 2014 | Colombie | 0 – 1 | Corée du Sud              | Stade Louis Hon, Saint-Raphaël              |                                             |
| 17:15 CEST  |          |       | 68e (pen.) Moon Chang-jin | Arbitrage : José Alfredo Peñaloza (Mexique) | Arbitrage : José Alfredo Peñaloza (Mexique) |
| 17:15 CEST  | Rapport  |       |                           | Arbitrage : José Alfredo Peñaloza (Mexique) | Arbitrage : José Alfredo Peñaloza (Mexique) |

| 26 mai 2014 | Angleterre      | 1 – 2 | Brésil                       | Stade Louis Hon, Saint-Raphaël       |                                      |
| 19:30 CEST  | Ward-Prowse 72e |       | 8e Alisson · 46e Lucas Silva | Arbitrage : Ahmad Ibrahim (Jordanie) | Arbitrage : Ahmad Ibrahim (Jordanie) |
| 19:30 CEST  | Rapport         |       |                              | Arbitrage : Ahmad Ibrahim (Jordanie) | Arbitrage : Ahmad Ibrahim (Jordanie) |

| 28 mai 2014 | Colombie  | 1 – 1 | Qatar               | Stade de Lattre-de-Tassigny, Aubagne      |                                           |
| 17:15 CEST  | Borré 73e |       | 48e (pen.) Al Saadi | Arbitrage : João Carlos Capela (Portugal) | Arbitrage : João Carlos Capela (Portugal) |
| 17:15 CEST  | Rapport   |       |                     | Arbitrage : João Carlos Capela (Portugal) | Arbitrage : João Carlos Capela (Portugal) |

| 28 mai 2014 | Angleterre | 1 – 1 | Corée du Sud      | Stade de Lattre-de-Tassigny, Aubagne |                                    |
| 19:30 CEST  | Woodrow 3e |       | 55e Lee Chang-min | Arbitrage : Eduardo Gamboa (Chili)   | Arbitrage : Eduardo Gamboa (Chili) |
| 19:30 CEST  | Rapport    |       |                   | Arbitrage : Eduardo Gamboa (Chili)   | Arbitrage : Eduardo Gamboa (Chili) |

| 30 mai 2014 | Angleterre  | 1 - 1 | Colombie      | Stade Léo-Lagrange, Toulon                  |                                             |
| 17:15 CEST  | Woodrow 15e |       | 68e Rodriguez | Arbitrage : José Alfredo Peñaloza (Mexique) | Arbitrage : José Alfredo Peñaloza (Mexique) |
| 17:15 CEST  | Rapport     |       |               | Arbitrage : José Alfredo Peñaloza (Mexique) | Arbitrage : José Alfredo Peñaloza (Mexique) |

| 30 mai 2014 | Brésil                                                                                         | 7 - 0 | Qatar | Stade Léo-Lagrange, Toulon                |                                           |
| 19:30 CEST  | Wallace 9e · Luan 11e 27e · Mosquito 33e · Lucas Piazon 40+1e · Rodrigo Caio 51e · Leandro 72e |       |       | Arbitrage : João Carlos Capela (Portugal) | Arbitrage : João Carlos Capela (Portugal) |
| 19:30 CEST  | Rapport                                                                                        |       |       | Arbitrage : João Carlos Capela (Portugal) | Arbitrage : João Carlos Capela (Portugal) |

### Tableau final

#### Match pour la troisième place
| 1er juin 2014 | Portugal  | 1 - 0 | Angleterre | Parc des Sports, Avignon                      |                                               |
| 16:00         | Horta 56e |       |            | Arbitrage : Francisco do Nascimiento (Brésil) | Arbitrage : Francisco do Nascimiento (Brésil) |
| 16:00         | Rapport   |       |            | Arbitrage : Francisco do Nascimiento (Brésil) | Arbitrage : Francisco do Nascimiento (Brésil) |

#### Finale
| 1er juin 2014 | France                 | 2 - 5 | Brésil                                                               | Parc des Sports, Avignon             |                                      |
| 18:30         | Bahebeck 6e (pen.) 14e |       | 8e Alisson · 31e 63e (pen.) Ademilson · 46e Marquinhos · 69e Thalles | Arbitrage : Ahmad Ibrahim (Jordanie) | Arbitrage : Ahmad Ibrahim (Jordanie) |
| 18:30         | Rapport                |       |                                                                      | Arbitrage : Ahmad Ibrahim (Jordanie) | Arbitrage : Ahmad Ibrahim (Jordanie) |

### Classement final
| Rang               | Pays         | J | V | N | D | Bp | Bc | Diff |
| ------------------ | ------------ | - | - | - | - | -- | -- | ---- |
| Médaille d'or      | Brésil       | 5 | 5 | 0 | 0 | 18 | 4  | +14  |
| Médaille d'argent  | France       | 5 | 3 | 1 | 1 | 10 | 7  | +3   |
| Médaille de bronze | Portugal     | 5 | 4 | 0 | 1 | 11 | 4  | +7   |
| 4.                 | Angleterre   | 5 | 1 | 2 | 2 | 6  | 5  | +1   |
| 5.                 | Corée du Sud | 4 | 1 | 2 | 1 | 3  | 4  | -1   |
| 6.                 | Mexique      | 4 | 1 | 1 | 2 | 3  | 6  | -3   |
| 7.                 | Colombie     | 4 | 0 | 2 | 2 | 3  | 5  | -2   |
| 8.                 | Chine        | 4 | 0 | 2 | 2 | 5  | 9  | -4   |
| 9.                 | Chili        | 4 | 0 | 2 | 2 | 6  | 11 | -5   |
| 10.                | Qatar        | 4 | 0 | 2 | 2 | 2  | 12 | -10  |

### Statistiques individuelles

#### Buteurs
4 buts
- Jean-Christophe Bahebeck

3 buts
| - Ademilson - Luan | - Hélder Costa | - Ricardo Horta |

2 buts
| - Alisson - Rodrigo Caio - Thalles | - Christian Bravo - Sebastián Martínez - João Rodriguez | - Hadi Sacko - Cauley Woodrow |

1 but
| - Leandro - Lucas Piazon - Lucas Silva - Marquinhos - Mosquito - Wallace - Nicolas Castillo - Juan Delgado - Guo Yi - Li Yuanyi - Wang Xinhui - Xie Pengfei | - Yang Chaosheng - Rafael Borré - Jordan Cousins - Jake Forster-Caskey - Jordan Obita - James Ward-Prowse - Sébastien Haller - Adrien Hunou - Jordan Ikoko - Mouhamadou-Naby Sarr - Daniel Hernández - Hedgardo Marín | - Carlos Treviño - Bruno Fernandes - Rúben Semedo - Leandro Silva - Rúben Vezo - João Teixeira - Ahmed Al Saadi - Ahmed Doozandeh - Lee Chang-min - Moon Chang-jin - Shin Il-soo |